# Transubstanciação
Transubstanciação é a mudança da substância do pão e do vinho na substância do Corpo e Sangue de Jesus Cristo no ato da consagração. A doutrina — adotada pela Igreja Católica — defende e acredita na Presença Real de Cristo na Eucaristia.  As Igrejas Ortodoxas, Luteranas e Calvinistas creem na Presença Real, mas não na Transubstanciação. A crença da Transubstanciação se opõe à da Consubstanciação, que sustenta que as substâncias do corpo e do sangue de Cristo coexistem com as substâncias do pão e do vinho.
O termo é a conjunção das palavras latinas trans (além) e substantia (substância). 

## Na Igreja Católica

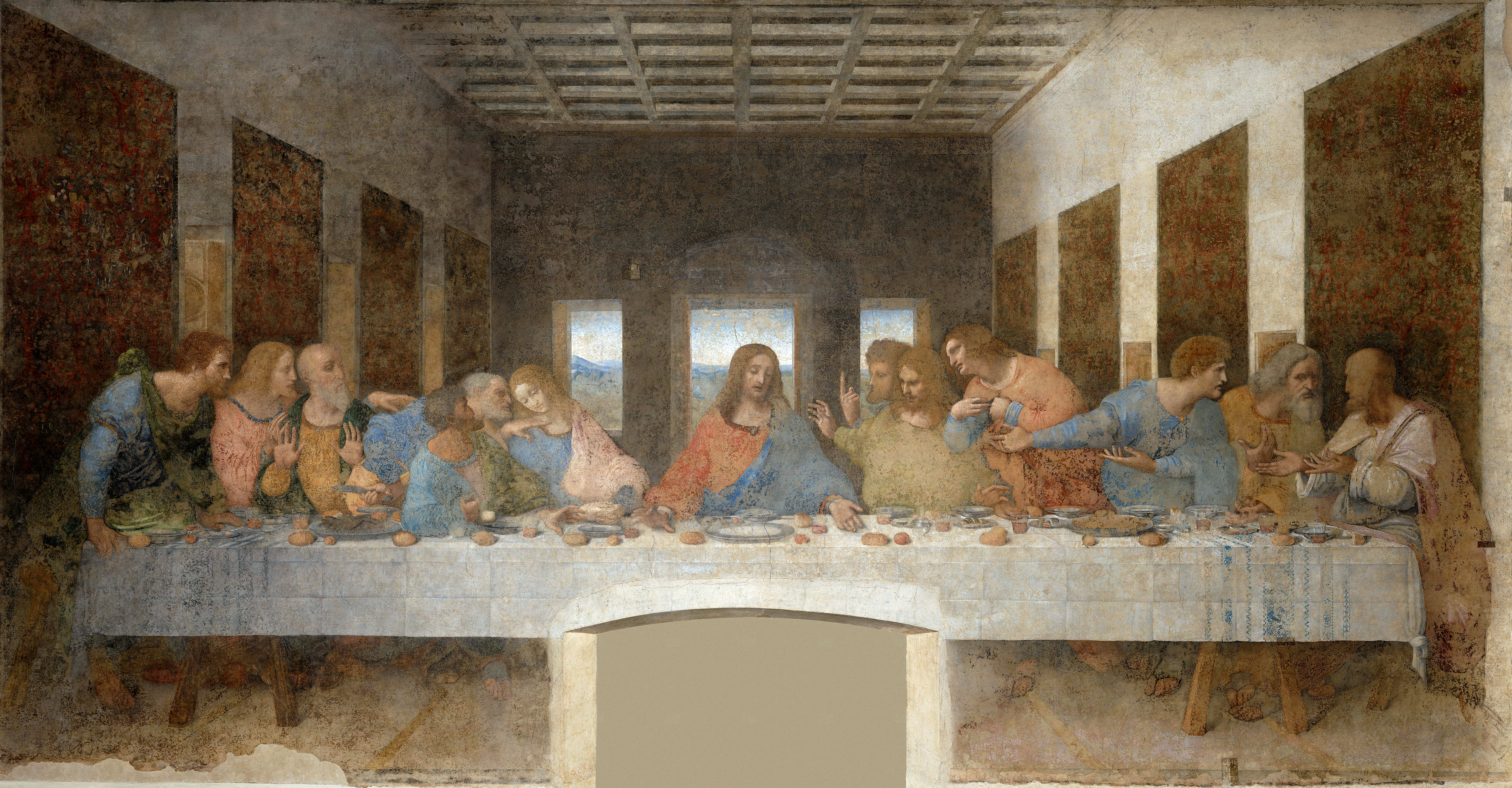
A Última Ceia, de Leonardo da Vinci (1452-1519).

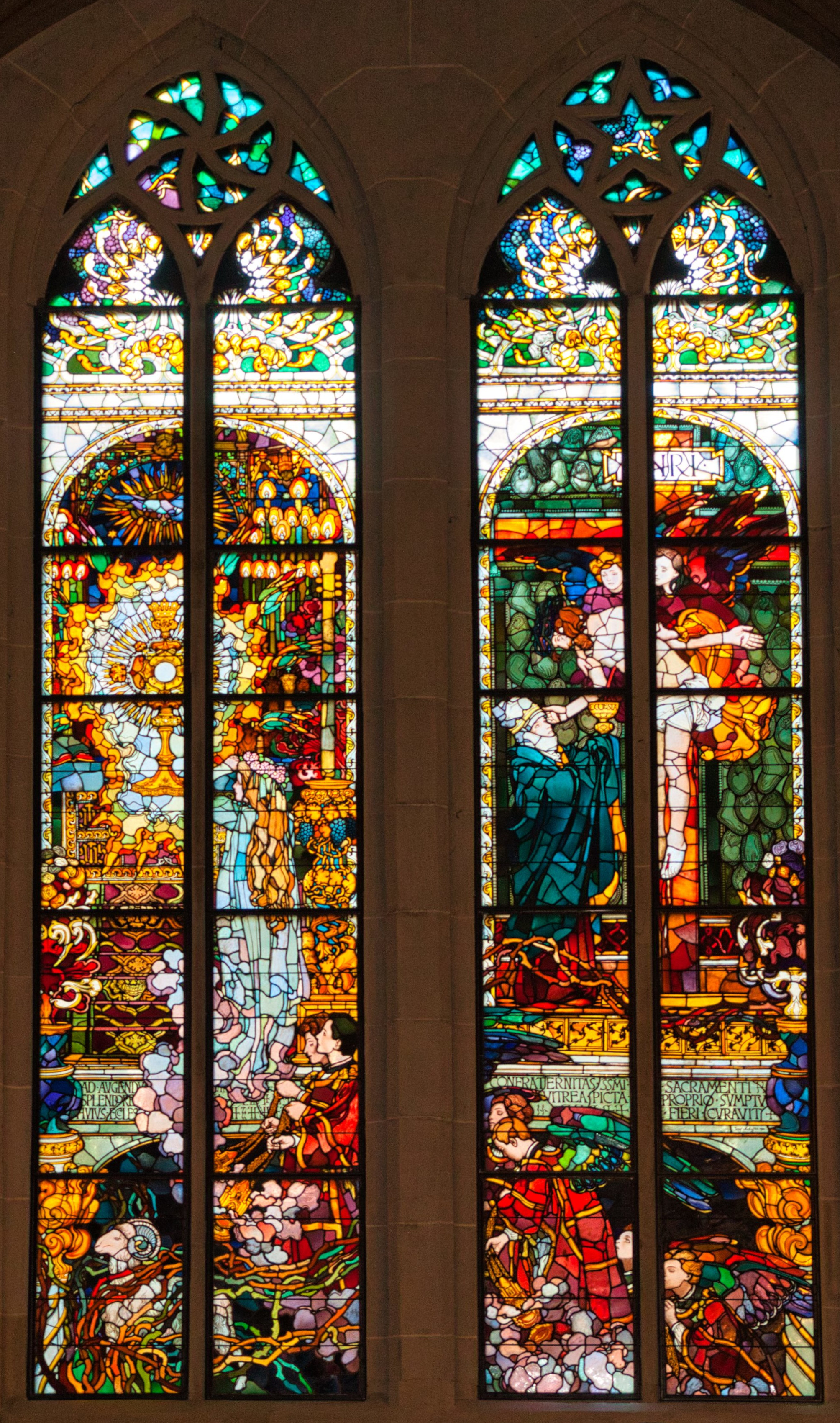
Vitrais do sacramento da Eucaristia, obra de Józef Mehoffer na catedral São Nicolau em Friburgo, Suíça

O dogma da Transubstanciação baseia-se nas passagens do Novo Testamento em que Jesus diz no discurso do Pão da Vida: O Pão que eu hei de dar é a minha Carne para Salvação do mundo; O Meu Corpo é verdadeiramente uma comida e o Meu Sangue é verdadeiramente uma bebida, e no fato de que Jesus, ao tomar o pão em Suas mãos na Última Ceia, deu a seus discípulos dizendo: Tomai todos e comei. Isto [o pão] é o Meu Corpo, que é entregue por vós, afirmada como união do fiel a Cristo, de maneira analógica à união da Vida Trinitária: Assim como o Pai, que vive, Me enviou e Eu vivo pelo Pai, assim também o que Me come viverá por Mim. A primeira vez que Jesus anunciou este alimento, os ouvintes ficaram perplexos e desorientados, e Jesus insistiu na dimensão das suas palavras: Em verdade, em verdade vos digo: Se não comerdes a Carne do Filho do Homem e não beberdes o Seu Sangue, não tereis a vida em vós. A Igreja ensina que há uma transformação da substância, mas não dos acidentes, ou seja, os acidentes como odor, sabor, textura, forma, cor permanecem, mas já não são mais pão e vinho, e sim Corpo e Sangue, por um milagre de Cristo ao proferir as palavras sagradas.
Substância (do grego Ousia) significa o que faz uma coisa ser ela mesma, ou seja, sua essência; por exemplo, a forma de um chapéu não é o chapéu próprio, nem é sua cor, nem é seu tamanho, nem é sua aspereza, nem qualquer outra coisa sobre o chapéu perceptível aos sentidos. O chapéu próprio (a "substância") tem a forma, a cor, o tamanho, a aspereza e as outras aparências, mas é distinto dessas. As aparências, que são referenciadas pelo termo filosófico acidentes, são perceptíveis aos sentidos, mas a substância não é.
Quando em sua última ceia, Jesus disse: isto é meu corpo, o que Ele tinha em suas mãos tinha todas as aparências do pão. Entretanto, a Igreja acredita que a realidade subjacente foi mudada de acordo com o que Jesus disse, e que a substância do pão foi convertida à substância de Seu Corpo. Ou seja, era realmente Seu Corpo, mesmo que todas as aparências que são abertas aos sentidos ou à investigação científica sejam ainda aquelas do pão, exatamente como antes.
A Igreja acredita que a mesma mudança da substância do pão e do vinho ocorre em cada celebração da Eucaristia. O pão é mudado no Corpo de Cristo; mas dado que Jesus, ressuscitado dos mortos, está vivendo, não somente Seu Corpo está presente, mas Jesus ao todo, Corpo e Sangue, Alma e Divindade. A mesma crença é válida ao Seu Sangue.
Para a Igreja, por meio da Transubstanciação, Cristo está real, verdadeira e substancialmente presente sob as aparências remanescentes do pão e do vinho. A transformação permanece pelo tempo em que as aparências remanescerem, ou seja, durarem. Por esta razão os elementos consagrados são preservados, geralmente em um tabernáculo (também chamado de Sacrário) para que a Sagrada Comunhão possa ser dada aos doentes ou a quem está morrendo e também, de forma secundária, mas ainda muito estimada, para a finalidade de adoração.

## Tradição
{{{annotations}}}

Na Tradição da Igreja, que se originou com Santo Inácio de Antioquia (107 d.c.), Discípulo de São João: Ao confrontar os docetas, grupo gnóstico do primeiro século, que não acreditava que Jesus tenha tido um corpo carnal, mas era um Deus com um corpo etéreo - a crença gnóstica era de que a matéria seria um invólucro mau aprisionando um espírito bom - portanto não aceitavam que se comesse o Corpo de Cristo, já que, para eles, era matéria, portanto, mau em essência. Dizia, pois, Santo Inácio em sua Carta aos Esmirnenses no versículo 5: 
De que me vale um homem – ainda que me louve – se blasfema contra o meu Senhor, não confessando que Ele assumiu Carne? E na mesma carta, no versículo 7: Abstêm-se eles (os docetas) da Eucaristia e da Oração, porque não reconhecem que a Eucaristia é a Carne de Nosso Salvador Jesus Cristo, Carne que padeceu por nossos pecados e que o Pai em sua bondade Ressuscitou.

Seguindo a Tradição, o Quarto Concílio de Latrão (1215) defendeu a veracidade da doutrina da transubstanciação: "Seu corpo e sangue estão verdadeiramente contidos no sacramento do altar sob as formas de pão e vinho, o pão e o vinho tendo sido transubstanciados, pelo poder de Deus, em seu corpo e sangue" e o Concílio de Trento (1545-1563) reafirmou que:

pela consagração do pão e do vinho opera-se a conversão de toda a substância do pão na substância do Corpo de Cristo Nosso Senhor, e de toda a substância do vinho na substância do Seu Sangue; a esta mudança, a Igreja Católica chama, de modo conveniente e apropriado, Transubstanciação.
A Transubstanciação ocorre durante a Santa Missa quando o sacerdote ministerial (Padre, Bispo) realiza o Sacrifício Eucarístico fazendo as vezes de Cristo (in persona Christi), repetindo as palavras ditas por Jesus na última ceia: Isto é o Meu Corpo... Este é o cálice de Meu Sangue… A expressão "in persona Christi" refere-se a algo mais do que em nome, ou então nas vezes de Cristo; para a Igreja, essa expressão significa na específica identificação com Cristo, que é considerado, ao mesmo tempo, Autor e Sujeito deste Seu próprio Sacrifício, no que verdadeiramente não pode ser substituído por ninguém. Há uma diferença entre católicos e ortodoxos, os primeiros creem que a Transubstanciação ocorre pela repetição das palavras de Cristo, que tem o poder de transformar o pão em Carne e o vinho em Sangue. Os Ortodoxos não creem na Transubstanciação, mas na Transmutação do pão e do vinho no Corpo e no Sangue de Cristo, e isto ocorre na epiclese -  recedente às palavras de onde se invoca o Espírito Santo sobre as Santas Oferendas (pão e vinho).

A Eucaristia é um mistério de fé, dizia São Cirilo de Jerusalém: 
Não hás-de ver o pão e o vinho simplesmente como elementos naturais, porque o Senhor disse expressamente que são o Seu Corpo e o Seu Sangue: a fé te assegura, ainda que os sentidos possam sugerir-te outra coisa. Segundo Paulo VI, toda a explicação teológica que queira penetrar de algum modo neste mistério, para estar de acordo com a fé católica deve assegurar que na sua realidade objetiva, independentemente do nosso entendimento, o pão e o vinho deixaram de existir depois da consagração, de modo que a partir desse momento são o Corpo e o Sangue adoráveis do Senhor Jesus que estão realmente presentes diante de nós sob as espécies sacramentais do pão e do vinho.
Afirma o Catecismo da Igreja Católica no §1376: O sacrifício de Cristo e o sacrifício da Eucaristia são um único sacrifício":
É uma só e mesma vítima e Aquele que agora Se oferece pelo ministério dos sacerdotes é o mesmo que outrora Se ofereceu a Si mesmo na cruz; só a maneira de oferecer é que é diferente . E porque neste divino sacrifício, que se realiza na missa, aquele mesmo Cristo, que a Si mesmo Se ofereceu outrora de modo cruento sobre o altar da cruz, agora está contido e é imolado de modo incruento […], este sacrifício é verdadeiramente propiciatório

### Milagres Eucarísticos
De acordo com a Igreja Católica, ocorreram alguns milagres eucarísticos que comprovam a doutrina da Transubstanciação. Há uma grande variedade destes, sendo que, entre os principais, e os quais foram analisados cientificamente, temos o milagre eucarístico de Lanciano, na Itália, e o milagre eucarístico de Santarém, em Portugal. Existem muitos outros, embora de menor divulgação, mas não menos importantes para o Catolicismo.

## No Protestantismo
A doutrina protestante se opõe a ideia da Transubstanciação, exceto na ala anglo-católica (High Church), da Igreja Anglicana, que também crê na mesma.